# ARD홀딩스
AK S&D는 경기도 성남시 분당구 서현동에 위치한 삼성물산 소속 삼성 플라자를 애경그룹 AK PLAZA가 인수하면서 등록한 법인이다. 삼성 플라자를 인수할 당시 애경그룹은 삼성플라자에서 근무하는 사원들까지 고용승계하는 조건으로 인수합병경쟁에 우위를 점하였고, 결국 M&A에 성공하면서 서현역 근처 상권을 주도하는 AK PLAZA로 다시 태어나게 되었다. AK S&D 본사는 경기도 평택시 평택로에 위치한 평택역 민자역사 10층에 자리하고 있다. 2012년 원주에 신규 입점하는 AK PLAZA 원주점 또한 AK S&D 소속으로 사업자 신고가 되어있다.

## 같이 보기
- 애경그룹